# Daunstadium
Der Daunstand (Daun-Stadium) ist der vorletzte bedeutende Eisvorstoß im Spätglazial der Alpen im Zeitraum vor ~ 12.800 bis ~ 12.000 Jahren vor heute.

## Namensgebung und Begriffsgeschichte
Eine Gliederung der glazialen Vorstoßphasen des Spätglazials wurde erstmals von A. Penck und E. Brückner in ihrem wegweisendes dreibändigen Werk »Die Alpen im Eiszeitalten« (1909) erarbeitet. Die klassische und seither allgemein bekannte Dreigliederung »Bühl-Gschnitz-Daun« repräsentiert dabei wesentliche Phasen des postgalzialen Eisabbaues. Hinsichtlich der zeitlichen Abfolge der Vorstoßphasen gegen Ende des Spätglazials gelang sodann H. Heuberger (1966) eine Zweiteilung (S. 105) in eine ältere und eine jüngere Serie. Die jüngere Serie mit zumeist frischen, blockreichen und deutlich erhaltenen Moränenwällen wurde von Heuberger in Abrgenzung vom Daun-Stadium mit dem bereits von H. Kinzl (1929, 1932) eingeführten Begriff als Egesen-Stadium bezeichnet.

## Beschreibung und Charakterisierung
Als Daunstand oder Daun-Stadium bezeichnet man eine Serie von Gletscherhalten bzw. Gletschervorstößen gegen Ende des Spätglazial, bei denen die Gletscher der Alpen noch kleiner als beim Gschnitz-Stadium, aber noch deutlich größer als zur Zeit der Egesenstände und des inzwischen ebenso mehrfach beschriebenen Kromer-Standes waren.
14C-Datierungen von Moorbasisproben ergaben für das Egesen- und für das Daun-Stadium erstmals den Nachweis vorpräborealen, d. h. spätglazialen Alters. Egesen und Daun wurden vorerst gemeinsam der Jüngeren Dryas, das Gschnitz-Stadium der Älteren Dryas zugeordnet. Mit drei aus dem Bündnerland (Schweiz) stammenden pollenstratigraphischen Hinweisen scheint es gerechtfertigt, das Daun-Stadium vom Egesen zu trennen und zeitlich und damit auch gletschergeschichtlich der Älteren Dryas (vgl. M. Küttel, 1982) zuzuordnen.

## Datierung
Zeitlich fällt das Daunstadium aktuell wohl in die Zeit um 12.00 B.P. und damit eher in die Ältere Dryaszeit (1C) mit einer Schneegrenzdepression von rund 250 bis 325 m zu BZN 1850.